# 이대위
이대위(李大爲, 1878년 ~ 1928년 6월 17일)는 대한민국의 항일독립 운동가이다. 평남 강서 출생이다.

## 생애
평남 강서(江西)에서 출생하여 기독교 학교인 숭실중학교(崇實中學校)를 졸업한 후, 유학을 목적으로 미국으로 이민하였다.

### 미주에서의 독립 투쟁
1903년 9월 미국 샌프란시스코에서 안창호(安昌浩)·장경(張景) 등과 함께 미주 한인단체의 효시인 친목회(親睦會)를 결성하고 동포간 연락과 친목을 위주로 활동하면서 한인사회의 생활개선운동을 전개하였다. 1905년 4월 안창호 등과 함께 미주 최초의 민족운동기관인 공립협회(共立協會)를 조직하여 항일운동과 동족상애(同族相愛)를 목적으로 활동을 전개하는 한편, 1906년 4월에는 상항(桑港)한인감리교회를 창립하여 한인 동포들의 구호사업과 교육계몽운동, 직업 알선 등의 활동을 수행해 나갔다. 1908년 6월 오레곤주 포트랜드 아카데미를 졸업한 뒤, 동년 12월 상항한인감리교회에서 미국내 한국어 출판의 효시인 『대도보』라는 주보를 발행하여 매부 본국과 세계의 정세를 전달하는 한편, 기독교의 복음 전도 및 교포 교양에 공헌하였다. 또한 같은 해 10월부터 최정익(崔正益) 등과 함께 하와이와 미주 본토에 있는 한인단체를 통일할 것을 논의한 뒤 1909년 2월 미주 공립협회 대표로 참석하여 미주 유일의 통일적 한인민족운동기관인 대한인국민회(大韓人國民會)를 창립하는데 주도적인 역할을 하였다. 그리고 UC버클리대학교에 재학 중이던 1910년 2월 대한인국민회 북미지방총회(北美地方總會) 부회장으로 선임된 그는 그 해 7월 일제의 한국 강점이 현실화되자, 대한인국민회 북미지방총회 명의로 각 지방대표자들을 소집하여 애국동맹단(愛國同盟團)을 조직하고, 번역원으로 선임되어 하와이 지방총회와 연서로 일본 왕에게 한국 강점을 강력히 반대하는 서한을 발송하였다. 또한 국권회복을 위해 각 지방에 독립군양성소를 설립하고 이에 필요한 재원을 마련하고자 노력하는 한편, 미국으로 망명해오는 애국지사와 신도(新渡) 유학생들을 위해 신원보증을 서거나 이민국 수속을 위해 대변인으로 헌신을 다하였다. 1911년 상항한인감리교회의 초청으로 담임목사로 취임한 그는 예배친교봉사회를 조직하여 교포들의 애국운동과 정치활동의 중심지로 변모시키는 동시에 1912년 11월 해외 한인의 최고통일기관인 대한인국민회 중앙총회(中央總會)가 결성되자, 국민회 북미지방총회 대표로 참석하여 임시정부의 역할을 수행하는데 노력하였다.

### 미주 한인사회의 지도자
1913년 2월 대한인국민회 북미지방총회 회장, 6월에는 「신한민보(新韓民報)」주필로 선임된 그는 언론을 통한 한인교포의 계몽운동과 항일독립운동, 민족교육운동 등에 힘쓰며 한인사회의 결속을 강화시켜 나갔다. 또한 동년 6월 캘리포니아주 리버사이드지역에서 한인노동자들이 영국인 농장으로 일하러 갔다가 일본인으로 오인되어 쫓겨난 사건이 발생하자 주미일본공사(駐美日本公使)가 한인들의 노동문제를 해결해 주겠다며 해외 한인들을 일본의 지배 하에 두려는 의도를 보였다. 이에 총회장이었던 그는 미국 국무장관 브라이언에게 서한을 보내어 일본공사의 간섭행위를 강력히 항의하고 한인사회에 대한 간섭행위를 하지 않겠다는 서약을 받아달라고 요청하여 이를 인정한다는 허락을 받아내었다. 이에 따라 1914년 4월 미국무장관은 물론 캘리포니아 주정부로부터 대한인국민회 북미지방총회를 사단법인으로 정식 인정받음으로써 재미한인의 대표기관으로 대우를 받음과 동시에 미주내 망명자치정부로서 활동할 수 있는 계기를 마련하는 데 공을 세웠다. 1915년 2월 대한인국민회 북미지방총회장으로 재선된 그는 동년 3월 국문자모를 몸소 만들고, 독창적인 인터타입 한글식자기를 발명하여 문선을 통해 만들던 기존 신문에 활자의 혁명을 일으켰다. 이 기계로 국민회 북미지방총회에서는 1915년부터 1970년까지 「신한민보」를 제작하였다. 또한 망명객들을 위한 숙식과 일자리를 마련해주는 한편, 70여 명의 사진결혼 신부들의 결혼식 주례를 몸소 서주기도 하였던 그는 1916년 한인 최초로 UC버클리대학교를 졸업한 뒤 산앤젤모에 소재한 태평양신학교를 졸업하였다. 1918년 2월 대한인국민회 북미지방총회 회장으로 다시 선출된 그는 한인사회 지도자로서 역량을 마음껏 발휘하는 한편, 1919년 대한독립선언(大韓獨立宣言)에 참여하여 한국의 독립운동에 적극 가담하였다. 1919년 8월 워싱턴으로 가서 이승만(李承晩)을 만나 구미주차외교위원회(歐美駐箚外交委員會)의 설립문제를 논의하였다.

### 최후
1921년 3월 김규식(金奎植)·송헌주(宋憲澍) 등과 함께 구미위원부를 설치하고 사무장으로 외교와 독립 선전활동에 주력하다가 과로로 인해 서거하였다.

## 사후
- 대한민국 정부는 고인의 공훈을 기리기 위해 1995년에 건국훈장 독립장을 추서하였다.